# Lucha de los Filipinos Democráticos
La Lucha de los Filipinos Democráticos (en filipino: Laban ng Demokratikong Pilipino), conocido comúnmente como LDP, es un partido político en Filipinas fundado por Edgardo Angara en 1988.